# Omao
Omao – jednostka osadnicza w Stanach Zjednoczonych, na Hawajach w hrabstwie Kauaʻi.